# Merya

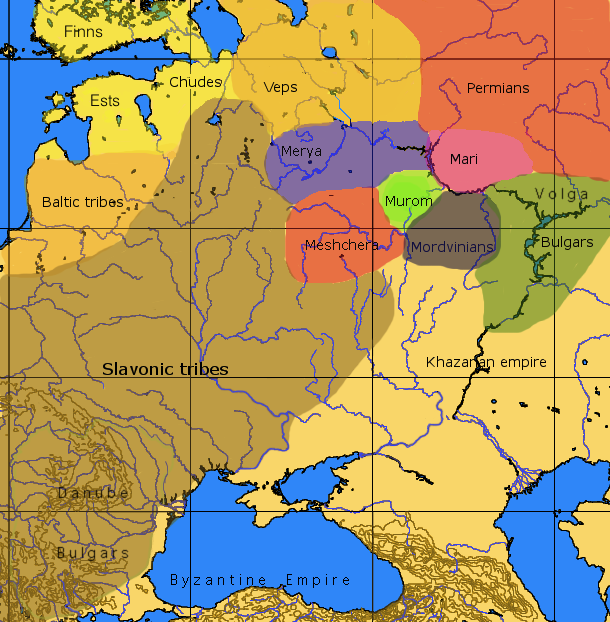
Mapa aproximat de les cultures no varangianes a la Rússia Europea en el. Els Merya són en porpre

La llengua merya era una llengua finoúgrica parlada pel poble merya, que vivia a l'actual regió de Moscou, i a les adjacents óblast de Kostromà i óblast de Iaroslavl. Gairebé no se'n sap res de la seva llengua, però probablement era relacionada amb altres llengües finovolgaiques de la regió. El merya probablement es va extingir a l'edat mitjana, quan el poble merya fou assimilat pels eslaus. Restes de la seva llengua es poden trobar en alguns topònims.